# Salliqueló (Buenos Aires)
Salliqueló is een plaats in het Argentijnse bestuurlijke gebied Salliqueló in de provincie Buenos Aires. De plaats telt 7.522 inwoners.